# 苏莱曼尼南沙
敦苏莱曼尼南沙（1920年1月2日—2003年7月5日）是马来西亚商人、政治人物、巫统党员。他也是巫统创办人之一、巫统常任主席（1978-2003）、国会上议院副议长（1982-1985）。2001年，获国家元首册封“敦”勋衔。

## 2002年巫统大会
2002年6月22日下午5时50分，当巫统大会即将到达尾声时，时任首相马哈迪·莫哈末出人意料地宣布辞去巫统主席及首相职位，引起在场所有人的激烈反应。负责主持会议的苏莱曼站起来说话以尝试要求众人冷静，他说：
|  | 请冷静，我要求记者离开那里，记者出去，请冷静。 Tolong bertenang, saya minta jurugambar-jurugambar keluar dari sana, jurugambar-jurugambar keluar, tolong bertenang. |

|  | 我请最高理事会成员就位……我请最高理事会成员就位。 Saya minta ahli majlis tertinggi ambil tempat masing-masing...saya minta ahli majlis tertinggi mengambil tempat masing-masing. |

随后苏莱曼宣布大会休会10分钟。

## 逝世
2003年6月，苏莱曼因身体不适无法主持该年的第54届巫统大会，此次大会是首相兼巫统主席马哈迪即将退位前的最后一次大会，苏莱曼对自己无法出席感到沮丧和悲伤。马哈迪之后也在大会祈祷他能早日康复。
同年7月5日凌晨5点15分，苏莱曼在班底医院因白血病病逝，享年83岁。马哈迪到丧府弔唁后高度赞赏他对巫统和国家的服务，各级巫统领导人也纷纷向苏莱曼表达最后的敬意。

## 纪念
位于柔佛州麻坡的敦苏莱曼尼南沙国民中学以他的名字命名。